# Poncorejo
Poncorejo is een bestuurslaag in het regentschap Kendal van de provincie Midden-Java, Indonesië. Poncorejo telt 2963 inwoners (volkstelling 2010).